# Списак чланова Француске академије
Ово је списак чланова Француске академије (фр. Académie française) сортиран по броју позиције (седишта). Наведене су основна занимања академика. Наведени датуми приказују време чланства, обично је то до краја живота. Неки су били искључени за време реорганизација 1803. и 1816. и у другим периодима. Француска акдемија традиционално броји 40 чланова и не може се изабрати нови члан осим на место неког умрлог члана, чланове бирају остали академици.

## Позиција 1
1. Пјер Сегје (Pierre Séguier), 1635–1643, политичар и судија
2. Клод Базен де Безон (Claude Bazin de Bezons), 1643–1684, правник
3. Никола Боало-Депрео (Nicolas Boileau-Despréaux), 1684–1711, песник
4. Жан Детре (Jean d'Estrées), 1711–1718, свештеник и политичар
5. Марк-Рене Даржансон (Marc-René d'Argenson), 1718–1721, политичар
6. Жан-Жозеф Ланге де Жержи (Jean-Joseph Languet de Gergy), 1721–1753, свештеник
7. Жорж-Луј де Буфон (George-Louis Leclerc, comte de Buffon), 1753–1788, есејист
8. Феликс Вик-д'Азир (Félix Vicq-d'Azyr), 1788–1794, лекар
9. Франсоа-Ирбен Домерг (François-Urbain Domergue), 1803–1810, граматичар
10. Анж-Франсоа Фарјо (Ange-François Fariau), 1810, песник и преводилац
11. Франсоа-Огист Парсевал-Гранмезон (François-Auguste Parseval-Grandmaison), 1811–1834, песник
12. Нарсис-Ашил де Салванди (Narcisse-Achille de Salvandy), 1835–1856, политичар и историчар
13. Емил Огје (Émile Augier), 1857–1889, песник и драмски писац
14. Шарл де Фресине (Charles de Freycinet), 1890–1923, политичар и физичар
15. Емил Пикар (Émile Picard), 1924–1941, математичар
16. Луј де Број (Louis de Broglie), 1944–1987, физичар и математичар
17. Мишел Дебре (Michel Debré), 1988–1996, политичар
18. Франсоа Фире (François Furet), 1997, историчар
19. Рене Ремон (René Rémond), 1998–2007, историчар
20. Клод Дажан (Claude Dagens), изабран 2008, бискуп

## Позиција 2
1. Валентен Конрар (Valentin Conrart), 1634–1675, песник и граматичар
2. Тусен Роз (Toussaint Rose), 1675–1701, говорник
3. Луј де Саси (Louis de Sacy), 1701–1727, правник
4. Шарл де Монтескје (Charles de Secondat, baron de Montesquieu), 1728–1755, судија и филозоф
5. Жан-Батист де Вивјан Шатобрен (Jean-Baptiste de Vivien de Châteaubrun), 1755–1775, песник и драмски писац
6. Франсоа-Жан де Шатли (François-Jean de Chastellux), 1775–1788, музичар
7. Емар-Шарл-Мари де Николај (Aimar-Charles-Marie de Nicolaï), 1788–1794, судија
8. Франсоа де Нефшато (François de Neufchâteau), 1803–1828, политичар и филолог
9. Пјер-Антоан Лебрен (Pierre-Antoine Lebrun), 1828–1873, политичар и песник
10. Александар Дима (син) (Alexandre Dumas, fils), 1874–1895, драмски писац и романсијер
11. Андре Терје (André Theuriet), 1896–1907, романсијер и песник
12. Жан Ришпен (Jean Richepin), 1908–1926, песник и романсијер
13. Емил Мал (Émile Mâle), 1927–1954, историчар уметности
14. Франсоа Албер-Бисон (François Albert-Buisson), 1955–1961, судија и политичар
15. Марк Боење (Marc Boegner), 1962–1970, свештеник и теолог
16. Рене де Катри (René de Castries), 1972–1986, историчар
17. Андре Фросар (André Frossard), 1987–1995, есејиста и новинар
18. Ектор Бјансиоти (Hector Bianciotti), 1996–2012, романсијер
19. Дени Лафериер (Dany Laferrière), изабран 2013, писац

## Позиција 3
1. Жак де Серизе (Jacques de Serisay), 1634–1653, песник
2. Пол-Филип де Шомон (Paul-Philippe de Chaumont), 1654–1697, свештеник
3. Луј Кузен (Louis Cousin), 1697–1707, историчар и новинар
4. Жак-Луј де Валон, маркиз од Мимера (Jacques-Louis de Valon, marquis de Mimeure) 1707–1719, песник и преводилац
5. Никола Гедјон (Nicolas Gédyon) 1719–1744, свештеник
6. Франсоа-Жоашен де Пјер де Бернис (François-Joachim de Pierre de Bernis), 1744–1794, свештеник
7. Рош-Амброаз Кикирон Сикар (Roch-Ambroise Cucurron Sicard), 1803–1822, свештеник и граматичар
8. Дени-Лик Фресину (Denis-Luc Frayssinous), 1822–1841, свештеник
9. Етјен-Дени Паскје (Étienne-Denis Pasquier), 1842–1862, политичар
10. Жил Арман Дифор (Jules Armand Dufaure), 1863–1881, политичар и правник
11. Виктор Шербилије (Victor Cherbuliez), [1881]]–1899, романсијер и драмски писац
12. Емил Фоже (Émile Fauget), 1900–1916, књижевни критичар и историчар
13. Жорж Клемансо (Georges Clemenceau), 1918–1929, политичар и лекар
14. Андре Шоме (André Chaumeix), 1930–1955, новинар и критичар
15. Жером Каркопино (Jérôme Carcopino), 1955–1970, историчар и археолог
16. Роже Кајоа (Roger Caillois), 1971–1978, есејиста и социолог
17. Маргерит Јурсенар (Marguerite Yourcenar), 1980–1987, романсијер и есејиста
18. Жан-Дени Бреден (Jean-Denis Bredin), изабран 1989, судија и есејиста

## Позиција 4
1. Жан Демарет (Jean Desmarets), 1634–1676, песник и романсијер
2. Жан-Жак де Мем (Jean-Jacques de Mesmes), 1676–1688, судија
3. Жан Тести де Мороа (Jean Testu de Mauroy), 1688–1706, свештеник
4. Камиј ле Телије де Лувоа (Camille le Tellier de Louvois), 1706–1718, свештеник
5. Жан-Батист Масијон (Jean-Baptiste Massillon), 1718–1742, свештеник
6. Луј Жил Мансини Мазарини (Louis-Jules Mancini-Mazarini, Duc de Nivernais), 1742–1798, политичар и песник
7. Габријел-Мари Легуве (Gabriel-Marie Legouvé), 1803–1812, песник
8. Александар-Венсан Пино Дивал (Alexandre-Vincent Pineux Duval), 1812–1842, песник и драмски писац
9. Пјер-Симон Баланш (Pierre-Simon Ballanche), 1842–1847, филозоф
10. Жан Вату (Jean Vatout), 1848, песник
11. Алекси Гињар, конт де Сен При (Alexis Guignard, comte de Saint Priest), 1849–1851, политичар и историчар
12. Антоан Пјер Берјер (Antoine Pierre Berryer), 1852–1868, правник
13. Франсоа-Жозеф де Шампањи (François-Joseph de Champagny), 1869–1882, историчар
14. Шарл де Мазад (Charles de Mazade), 1882–1893, песник и критичар
15. Жозе Марија де Ередја (José María de Heredia), 1894–1905, песник
16. Морис Баре (Maurice Barrès), 1906–1923, романсијер и политичар
17. Луј Бертран (Louis Bertrand), 1925–1941, романсијер и историчар
18. Жан Таро (Jean Tharaud), 1946–1952, романсијер
19. Алфонс Жијен (Alphonse Juin), 1952–1967, војсковођа
20. Пјер Емануел (Pierre Emmanuel), 1968–1984, песник
21. Жан Амбурже (Jean Hamburger), 1985–1992, лекар и есејиста
22. Албер Кардинал Декуртре (Albert Cardinal Decourtray), 1993–1994, свештеник
23. Жан-Мари Листиже (Jean-Marie Lustiger), 1995–2007, свештеник
24. Жан-Лик Марион (Jean-Luc Marion), изабран 2008, филозоф

## Позиција 5
1. Жан Ожје де Гомбо (Jean Ogier de Gombauld), 1634–1666, песник и драмски писац
2. Пол Талман ле Жен (Paul Tallement le Jeune), 1666–1712, свештеник
3. Антоан Данше (Antoine Danchet), 1712–1748, драмски писац и песник
4. Жан-Батист-Луј Гресе (Jean-Baptiste-Louis Gresset), 1748–1777, драмски писац
5. Клод-Франсоа-Гзавје Мијо (Claude-François-Xavier Millot), 1777–1785, свештеник
6. Андре Мореле (André Morellet), 1785–1819, свештеник
7. Пјер-Едуар Лемонте (Pierre-Édouard Lémontey), 1819–1826, политичар и правник
8. Жозеф Фурије (Joseph Fourier), (1826–1830), математичар и физичар
9. Виктор Кузен (Victor Cousin), 1830–1867, политичар и филозоф
10. Жил Фавр (Jules Favre), 1867–1880, политичар и правник
11. Едмон Рус (Edmond Rousse), 1880–1906, правник
12. Пјер де Сеги (Pierre de Ségur), 1907–1916, историчар
13. Робер де Флер (Robert de Flers), 1920–1927, драмски писац и новинар
14. Луј Мадлен (Louis Madelin), 1927–1956, историчар
15. Робер Кан (Robert Kemp), 1956–1959, књижевни и драмски критичар
16. Рене Иг (René Huyghe), 1960–1997, историчар уметности и есејиста
17. Жорж Ведел (Georges Vedel), 1998–2002, судија
18. Асја Џебар (Assia Djebar), 2005–2015, романсијер и преводилац
19. Андреј Макин (Andreï Makine), изабран 2016, писац

## Позиција 6
1. Франсоа ле Метел де Боаробер (François le Métel de Boisrobert), 1634–1662, свештеник и песник
2. Жан Рено де Сегре (Jean Renaud de Segrais), 1662–1701, песник и романсијер
3. Жан Галбер де Кампистрон (Jean Galbert de Campistron), 1701–1723, драмски писац
4. Филип Нерико Детуш (Philippe Néricault Destouches), 1723–1754, драмски писац и дипломата
5. Луј де Боаси (Louis de Boissy), 1754–1758, песник
6. Жан-Батист де Лакерн де Сент Палеј (Jean-Baptiste de Lacurne de Sainte-Palaye), 1758–1781, археолог
7. Себастјан-Рош-Никола (Sébastien-Roch-Nicolas), 1781–1794, драмски писац и издавач
8. Пјер-Луј Редерер (Pierre-Louis Roederer), 1803–1835, политичар и правник
9. Пјер-Марк-Гастон де Левис (Pierre-Marc-Gaston de Lévis), 1816–1830, политичар
10. Филип-Пол де Сегер (Philippe-Paul de Ségur), 1830–1873, дипломата и историчар
11. Шарл де Вјел-Кастел (Charles de Viel-Castel), 1873–1887, дипломата
12. Едмон Жирјан де ла Гравјер (Edmond Jurien de la Gravière), 1888–1892, адмирал
13. Ернест Лавис (Ernest Lavisse), 1892–1922, историчар
14. Жорж де Порто Риш (Georges de Porto-Riche), 1923–1930, драмски писац и песник
15. Пјер Беноа (Pierre Benoit), 1931–1962, романсијер
16. Жан Полан (Jean Paulhan), 1963–1968, књижевни критичар и критичар уметности
17. Ежен Јонеско (Eugène Ionesco), 1970–1994, драмски писац
18. Марк Фимароли (Marc Fumaroli), 1995–2020, историчар и есејиста

## Позиција 7
1. Жан Шаплен (Jean Chapelain), 1634–1674, краљевски саветник
2. Исак де Бансерад (Isaac de Benserade), 1674–1691, песник и драмски писац
3. Етјен Павијон (Étienne Pavillon), 1691–1705, правник и песник
4. Фабио Брилар де Сијери (Fabio Brulart de Sillery), 1705–1714, свештеник и песник
5. Анри-Жак де ла Форс (Henri-Jacques de la Force, Duc de la Force), 1715–1726, економиста
6. Жан-Батист де Мирабо (Jean-Baptiste de Mirabaud), 1726–1760, преводилац
7. Клод-Анри Вателе (Claude-Henri Watelet), 1760–1786, сликар
8. Мишел-Жан Седен (Michel-Jean Sedaine), 1786–1797, песник и драмски писац
9. Жан-Франсоа Колен д'Арлевил (Jean-François Collin d'Harleville), 1803–1806, драмски писац и песник
10. Пјер Дари (Pierre Daru), 1806–1829, политичар и историчар
11. Алфонс де Ламартин (Alphonse de Lamartine), 1829–1869, политичар и песник
12. Емил Оливје (Émile Ollivier), 1870–1913, политичар и правник
13. Анри Бергсон (Henri Bergson), 1914–1941, филозоф
14. Едуар ле Роа (Édouard le Roy), 1945–1954, филозоф и математичар
15. Анри Петио (Henri Petiot), 1955–1965, песник и романсијер
16. Пјер-Анри Симон (Pierre-Henri Simon), 1966–1972, књижевни историчар и романсијер
17. Андре Русен (André Roussin), 1973–1987, драмски писац
18. Жаклин Ворм де Ромији (Jacqueline Worms de Romilly), 1988–2010, филолог и есејиста
19. Жил Офман (Jules Hoffmann), изабран 2012, биолог

## Позиција 8
1. Клод де Малвил (Claude de Malleville), 1634–1647, песник
2. Жан Баледан (Jean Ballesdens), 1648–1675, правник
3. Жеро де Кордмоа (Géraud de Cordemoy), 1675–1684, филозоф и историчар
4. Жан-Луј Бержере (Jean-Louis Bergeret), 1684–1694, правник
5. Шарл-Ирене Кастел де Сен Пјер (Charles-Irénée Castel de Saint-Pierre), 1694–1743, свештеник
6. Пјер Луј Моро де Моперти (Pierre-Louis Moreau de Maupertuis), 1743–1759, астроном
7. Жан-Жак Лефран, маркиз од Помпињана (Jean-Jacques Lefranc, marquis de Pompignan), 1759–1784, судија и економиста
8. Жан-Сифрен Мори (Jean-Sifrein Maury), 1784-искључен у реорганизацији од 1803, види још позицију 15, свештеник и политичар
9. Мишел-Луј-Етјен Рењо де Сен Жан д'Анжели (Michel-Louis-Étienne Regnaud de Saint-Jean d'Angély), 1803–1819, политичар и правник
10. Пјер-Симон Лаплас (Pierre-Simon Laplace), 1816–1827, политичар и математичар
11. Пјер-Пол Роаје-Колар (Pierre-Paul Royer-Collard), 1827–1845, политичар
12. Шарл де Ремиса (Charles de Rémusat), 1846–1875, политичар и филозоф
13. Жил Симон (Jules Simon), 1875–1896, политичар и филозоф
14. Албер де Мен (Albert de Mun), 1897–1914, политичар и војсковођа
15. Алфред Бодријар (Alfred Baudrillart), 1918–1942, свештеник и историчар
16. Октав Обри (Octave Aubry), 1946–1946, историчар и бирократа
17. Едуар Ерио (Édouard Herriot), 1946–1957, политичар и историчар књижевности
18. Жан Ростан (Jean Rostand), 1959–1977, биолог и филозоф
19. Мишел Деон (Michel Déon), 1978–2016, романсијер
20. Дани Рондеу (Daniel Rondeau), изабран 2019, писац и дипломата

## Позиција 9
1. Никола Фаре (Nicolas Faret), 1634–1646, песник
2. Пјер ди Рје (Pierre du Ryer), 1646–1658, драмски писац
3. Сезар д'Етре (César d'Estrées), 1658–1714, свештеник и политичар
4. Виктор-Мари д'Етре (Victor-Marie d'Estrées), 1715–1737, политичар и војсковођа
5. Шарл-Арман-Рене де ла Тремој (Charles-Armand-René de la Trémoille), 1738–1741, аристократа
6. Арман де Роан-Субис (Armand de Rohan-Soubise), 1741–1756, свештеник
7. Антоан де Малвен де Монтазе (Antoine de Malvin de Montazet), 1756–1788, свештеник
8. Станисла де Буфлер (Stanislas de Boufflers), 1788–1815, песник
9. Луј-Пјер-Мари-Франсоа Баур-Лормијан (Louis-Pierre-Marie-François Baour-Lormian), 1815–1854, песник и драмски писац
10. Франсоа Понсар (François Ponsard), 1855–1867, драмски писац
11. Жозеф Отран (Joseph Autran), 1868–1877, песник
12. Викторјан Сарду (Victorien Sardou), 1877–1908, драмски писац
13. Марсел Прево (Marcel Prévost), 1909–1941, романсијер
14. Емил Анрио (Émile Henriot), 1945–1961, романсијер и књижевни критичар
15. Жан Гено (Jean Guéhenno), 1962–1978, есејиста
16. Ален Деко (Alain Decaux), 1979–2016, историчар
17. Патрик Гранвил (Patrick Grainville), изабран 2018, романсијер

## Позиција 10
1. Антоан Годо (Antoine Godeau), 1634–1672, свештеник и песник
2. Еспри Флешје (Esprit Fléchier), 1672–1710, свештеник
3. Анри де Немон (Henri de Nesmond), 1710–1727, свештеник
4. Жан-Жак Амело де Шају (Jean-Jacques Amelot de Chaillou), 1727–1749, политичар
5. Шарл-Луј-Огист Фуке де Бел Ил (Charles-Louis-Auguste Fouquet de Belle-Isle), 1749–1761, политичар и војсковођа
6. Никола-Шарл-Жозеф Трибле (Nicolas-Charles-Joseph Trublet), 1761–1770, свештеник
7. Жан-Франсоа де Сен-Ламбер (Jean-François de Saint-Lambert), 1770–1803, песник и филозоф
8. Иг-Бернар Маре (Hugues-Bernard Maret), 1803–1839, политичар и дипломата
9. Жозеф Лене (Joseph Lainé), 1816–1835, политичар и судија
10. Емануел Мерсје Дипати (Emmanuel Mercier Dupaty), 1836–1851, песник и драмски писац
11. Алфред де Мизе (Alfred de Musset), 1852–1857, драмски писац и песник
12. Виктор де Лапрад (Victor de Laprade), 1858–1883, песник
13. Франсоа Копе (François Coppée), 1884–1908, песник и романсијер
14. Жан Екар (Jean Aicard), 1909–1921, песник и романсијер
15. Камиј Жилијан (Camille Jullian), 1924–1933, историчар и филолог
16. Леон Берар (Léon Bérard), 1934–1960, политичар и правник
17. Жан Гитон (Jean Guitton), 1961–1999, теолог и филозоф
18. Флоранс Деле (Florence Delay), изабрана 2000, романсијер и драмски писац

## Позиција 11
1. Филип Абер (Philippe Habert), 1634–1638, песник
2. Жак Еспри (Jacques Esprit), 1639–1678, политичар
3. Жак-Никола Колбер (Jacques-Nicolas Colbert), 1678–1707, свештеник
4. Клод-Франсоа Фрагје (Claude-François Fraguier), 1707–1728, свештеник
5. Шарл д'Орлеан де Ротлен (Charles d'Orléans de Rothelin), 1728–1744, свештеник
6. Габријел Жирар (Gabriel Girard), 1744–1748, свештеник
7. Марк-Рене де Воаје де Полми д'Аржансон (Marc-René de Voyer de Paulmy d'Argenson), 1748–1787, политичар
8. Анри-Карден-Жан-Батист д'Агесо (Henri-Cardin-Jean-Baptiste d'Aguesseau), 1787–1826, политичар
9. Шарл Брифо (Charles Brifaut), 1826–1857, песник и драмски писац
10. Жил Сандо (Jules Sandeau), 1858–1883, романсијер и драмски писац
11. Едмон Абу (Edmond About), 1884–1885), романсијер и драмски писац
12. Леон Се (Léon Say), 1886–1896, политичар и економиста
13. Албер Вандал (Albert Vandal), 1896–1910, историчар
14. Дени Кошен (Denys Cochin), 1911–1922, политичар
15. Жорж Гоајо (Georges Goyau), 1922–1939, историчар
16. Пол Азар (Paul Hazard), 1940–1944, историчар и филозоф
17. Морис Гарсон (Maurice Garçon), 1946–1967, правник, романсијер и историчар
18. Пол Моран (Paul Morand), 1968–1976, дипломата, романсијер, драмски писац и песник
19. Ален Перфит (Alain Peyrefitte), 1977–1999, политичар и дипломата
20. Габријел де Број (Gabriel de Broglie), изабран 2001, историчар

## Позиција 12
1. Жермен Абер де Серизи (Germain Habert de Cérizy), 1634–1654, свештеник
2. Шарл Котен (Charles Cotin), 1655–1681, свештеник
3. Луј де Курсијон де Данго (Louis de Courcillon de Dangeau), 1682–1723, свештеник и политичар
4. Шарл Жан Батист Флорејо де Морвил (Charles-Jean-Baptiste Fleureiau de Morville), 1723–1732, политичар
5. Жан Терасон (Jean Terrasson), 1732–1750, свештеник и филозоф
6. Клод де Тијар де Биси (Claude de Thiard de Bissy), 1750–1810, војсковођа
7. Жозеф-Алфонс Еменар (Joseph-Alphonse Esménard), 1810–1811, политичар
8. Шарл Лакретел Жен (Charles Lacretelle Jeune), 1811–1855, историчар
9. Жан-Батист Био (Jean-Baptiste Biot), 1856–1862, научник и математичар
10. Луј де Карне (Louis de Carné), 1863–1876, политичар
11. Шарл Блан (Charles Blanc), 1876–1882, критичар уметности
12. Едуар Пајерон (Édouard Pailleron), 1882–1899, песник и драмски писац
13. Пол Ервје (Paul Hervieu), 1900–1915, новелист и драмски писац
14. Франсоа де Кирел (François de Curel), 1918–1928, драмски писац
15. Шарл ле Гофик (Charles le Goffic), 1930–1932, романсијер и историчар
16. Абел Бонар (Abel Bonnard), 1932–1968, песник, романсијер и политичар
17. Жил Ромен (Jules Romains), 1946–1972, романсијер, драмски писац и песник
18. Жан д'Ормесон (Jean d'Ormesson), 1973–2017, романсијер

## Позиција 13
1. Клод-Гаспар Баше де Мезирјак (Claude-Gaspard Bachet de Méziriac), 1634–1638, граматичар и математичар
2. Франсоа де Ла Мот-Ле-Ваје (François de La Mothe-Le-Vayer), 1639–1672, критичар, граматичар и филозоф
3. Жан Расин (Jean Racine), 1672–1699, драмски писац, математичар, физичар и лекар
4. Жан-Батист-Анри де Валенкур (Jean-Baptiste-Henri de Valincour), 1699–1730, историограф и адмирал
5. Жан-Франсоа Лериже де Ла Фај (Jean-François Leriget de La Faye), 1730–1731, политичар
6. Проспер Жолјо де Кребијон (Prosper Jolyot de Crébillon), 1731–1762, драмски писац
7. Клод Анри де Фисе де Воазенон (Claude-Henri de Fusée de Voisenon), 1762–1775, свештеник, драмски писац и песник
8. Жан де Дје-Ремон Боажелен де Кисе (Jean de Dieu-Raymond Boisgelin de Cucé), 1776–1804, свештеник
9. Жан-Батист Диро де ла Мал (Jean-Baptiste Dureau de la Malle), 1804–1807, преводилац
10. Луј-Беноа Пикар (Louis-Benoît Picard), 1807–1828, комичар, песник, романсијер и драмски писац
11. Антоан-Венсан Арно (Antoine-Vincent Arnault), 1829–1834, песник, писац бајки и драмски писац - види још позицију 16
12. Ежен Скриб (Eugène Scribe), 1834–1861, драмски писац
13. Октав Феје (Octave Feuillet), 1862–1890, романсијер и драмски писац
14. Пјер Лоти (Pierre Loti), 1891–1923, романсијер и војсковођа
15. Пол-Албер Бенар (Paul-Albert Besnard), 1924–1934, сликар и гравер
16. Луј Жије (Louis Gillet), 1935–1943, историчар уметности и књижевности
17. Пол Клодел (Paul Claudel), 1946–1955, песник, драмски писац, романсијер и дипломата
18. Владимир д'Ормесон (Wladimir d'Ormesson), 1956–1973, политичар, хроничар и романсијер
19. Морис Шуман (Maurice Schumann), 1974–1998, политичар, есејиста, новинар, романсијер и историчар
20. Пјер Месмер (Pierre Messmer), 1999–2007, бирократа и политичар
21. Симон Веј (Simone Veil), 2008–2017, правник и политичар

## Позиција 14
1. Франсоа Менар (François Maynard), 1634–1646, судија и песник
2. Пјер Корнеј (Pierre Corneille), 1647–1684, драмски писац и правник
3. Томас Корнеј (Thomas Corneille), 1684–1709, драмски писац
4. Антоан Удар де Ла Мот (Antoine Houdar de La Motte), 1710–1731, драмски писац
5. Мишел-Селс-Роже де Биси-Рабутен (Michel-Celse-Roger de Bussy-Rabutin), 1732–1736, свештеник
6. Етјен Лорео де Фонсемањ, (Étienne Lauréault de Foncemagne) 1736–1779, свештеник
7. Мишел-Пол-Ги де Шабанон (Michel-Paul-Gui de Chabanon), 1779–1792, драмски писац
8. Жак-Андре Нежеон (Jacques-André Naigeon), 1803–1810, енциклопедиста
9. Непомисен Лемерсје (Népomucène Lemercier), 1810–1840, песник и драмски писац
10. Виктор Иго (Victor Hugo), 1841–1885, песник, драмски писац и романсијер
11. Шарл Леконт де Лил (Charles Leconte de Lisle), 1886–1894, песник и драмски писац
12. Анри Усеј (Henry Houssaye), 1894–1911, историчар и романсијер
13. Луј Ибер Лиоте (Louis-Hubert Lyautey), 1912–1934, војсковођа
14. Луј Франше д’Епере (Louis Franchet d'Espèrey), 1934–1942, политичар и војсковођа
15. Робер д'Аркур (Robert d'Harcourt), 1946–1965, књижевни историчар и есејиста
16. Жан Митлер (Jean Mistler), 1966–1988, романсијер, есејиста, књижевни историчар, музички критичар и политичар
17. Елен Карер д'Енкос (Hélène Carrère d'Encausse), изабрана 1990, историчар

## Позиција 15
1. Гијом Ботри (Guillaume Bautru), 1634–1665, политичар
2. Жак Тести де Велвал (Jacques Testu de Belval), 1665–1706, свештеник и песник
3. Франсоа-Жозеф де Бопоал де Сент Олер (François-Joseph de Beaupoil de Sainte-Aulaire), 1706–1742, војсковођа и песник
4. Жан-Жак Дорту де Меран (Jean-Jacques Dortous de Mairan), 1743–1771, физичар и математичар
5. Франсоа Арно (François Arnaud), 1771–1784, свештеник
6. Ги-Жан-Батисти Тарже (Gui-Jean-Baptiste Target), 1785–1806, судија
7. Жан-Сифрен Мори (Jean-Sifrein Maury), 1806-искључен уредбом 1816, свештеник и политичар; види још позицију 8
8. Франсоа-Гзавје-Марк-Антоан де Монтескју-Фезансак (François-Xavier-Marc-Antoine de Montesquiou-Fézensac), 1816 - 1832, свештеник и политичар
9. Антоан Же (Antoine Jay), 1832–1854, политичар
10. Истазад Силвестр де Саси (Ustazade Silvestre de Sacy), 1854–1879, књижевни критичар
11. Ежен Лабиш (Eugène Labiche), 1880–1888, драмски писац и романсијер
12. Анри Мејак (Henri Meilhac), 1888–1897, драмски писац
13. Анри Лаведан (Henri Lavedan), 1898–1940, драмски писац и романсијер
14. Ерне Сејер (Ernest Seillière), 1946–1955, историчар књижевности и филозофије, и есејиста
15. Андре Шамсон (André Chamson), 1956–1983, романсијер, essayist и историчар
16. Фернан Бродел (Fernand Braudel), 1984–1985, историчар цивилизација
17. Жак Лоран (Jacques Laurent), 1986–2000, романсијер, есејиста и новинар
18. Фредерик Виту (Frédéric Vitoux), изабран 2001, писац и новинар

## Позиција 16
1. Жан Сирмон (Jean Sirmond), 1634–1649, историограф
2. Жан де Монтрел (Jean de Montereul), 1649–1651, свештеник
3. Франсоа Талман л'Ене (François Tallemant l'Aîné), 1651–1693, свештеник
4. Симон де ла Лубер (Simon de la Loubère), 1693–1729, дипломата и песник
5. Клод Салије (Claude Sallier), 1729–1761, свештеник и филолог
6. Жан-Жил ди Коетлоке (Jean-Gilles du Coëtlosquet), 1761–1784, свештеник
7. Ан-Пјер де Монтескју-Фезансак (Anne-Pierre de Montesquiou-Fézensac), 1784–1798, политичар
8. Антоан-Венсан Арно (Antoine-Vincent Arnault), 1803, искључен наредбом 1816, реизабран 1829. на позицију 13, песник, писац бајки и драмски писац
9. Арман-Емануел ди Плеси (Armand-Emmanuel du Plessis, Duc de Richelieu), 1816–1822, политичар
10. Бон-Жозеф Дасје (Bon-Joseph Dacier), 1822–1833, филолог
11. Пјер-Франсоа Тисо (Pierre-François Tissot), 1833–1854, песник и историчар
12. Феликс-Дипанлуп (Félix Dupanloup), 1854–1878, свештеник
13. Едм-Арман-Гастон д'Одифре-Паскје (Edme-Armand-Gaston d'Audiffret-Pasquier), 1878–1905, политичар
14. Александар Рибо (Alexandre Ribot), 1906–1923, политичар, правник, судија и јурист
15. Анри Робер (Henri Robert), 1923–1936, правник и историчар
16. Шарл Мора (Charles Maurras), 1938, није искључен, али је позиција „проглашена слободном“ 1945. због Вишијевске колаборације, новинар, политичар, есејиста и песник
17. Антоан де Левис Мирпоа (Antoine de Lévis Mirepoix), 1953–1981, романсијер, историчар и есејиста
18. Леопол Седар Сенгор (Léopold Sédar Senghor), 1983–2001, шеф државе Сенегал, политичар, песник и есејиста
19. Валери Жискар Д'Естен (Valéry Giscard d'Estaing), 2003–2020, бивши председник Француске

## Позиција 17
1. Франсоа де Ковињи де Коломби (François de Cauvigny de Colomby), 1634–1649, песник
2. Франсоа Тристан Лермит (François Tristan l'Hermite), 1649–1655, драмски писац и песник
3. Иполит-Жил Пиле де Ла Менардјер (Hippolyte-Jules Pilet de La Mesnardière), 1655–1663, критичар, песник и историчар
4. Франсоа-Онора де Бовијер (François-Honorat de Beauvilliers, duc de Saint-Aignan), 1663–1687, војсковођа
5. Франсоа-Тимолеон де Шоази (François-Timoléon de Choisy), 1687–1724, свештеник
6. Антоан Портај (Antoine Portail), 1724–1736, политичар
7. Пјер-Клод Нивел де Ла Шосе (Pierre-Claude Nivelle de La Chaussée), 1736–1754, драмски писац
8. Жан-Пјер де Бугенвил (Jean-Pierre de Bougainville), 1754–1763, историчар
9. Жан-Франсоа Мармонтел (Jean-François Marmontel), 1763–1799, филозоф и есејиста
10. Луј-Марслен де Фонтан (Louis-Marcelin de Fontanes), 1803–1821, политичар, песник и новинар
11. Абел-Франсоа Вилмен (Abel-François Villemain), 1821–1870, политичар и књижевни критичар
12. Емил Литре (Émile Littré), 1871–1881, филолог и филозоф
13. Луј Пастер (Louis Pasteur), 1881–1895, хемичар и биолог
14. Гастон Пари (Gaston Paris), 1896–1903, филолог и историчар књижевности
15. Фредерик Масон (Frédéric Masson), 1903–1923, историчар
16. Жорж Леконт (Georges Lecomte), 1924–1958, романсијер, есејиста, критичар уметности и историчар
17. Жан Деле (Jean Delay), 1959–1987, психијатар, есејиста и књижевник
18. Жак-Ив Кусто (Jacques-Yves Cousteau), 1988–1997, океанограф, филмски стваралац и есејиста
19. Ерик Орсена (Érik Orsenna), изабран 1998, политичар и романсијер

## Позиција 18
1. Жан Бодоан (Jean Baudoin), 1634–1650, преводилац
2. Франсоа Шарпантје (François Charpentier), 1650–1702, романсијер
3. Жан-Франсоа де Шамијар (Jean-François de Chamillart), 1702–1714, свештеник
4. Клод-Луј-Ектор де Вијар (Claude-Louis-Hector de Villars), 1714–1734, политичар и војсковођа
5. Оноре-Арман де Вијар (Honoré-Armand de Villars), 1734–1770, политичар
6. Етјен-Шарл де Ломени де Бријен (Étienne-Charles de Loménie de Brienne), 1770–1794, свештеник, политичар и филозоф
7. Жан-Жерар Лакије де Сесак (Jean-Gérard Lacuée de Cessac), 1803–1841, политичар
8. Алексис де Токвил (Alexis de Tocqueville), 1841–1859, политичар
9. Анри Лакордер (Henri Lacordaire), 1860–1861, свештеник
10. Албер де Број (Albert de Broglie), 1862–1901, политичар, дипломата и историчар
11. Мелшиор де Вогије (Melchior de Vogüé), 1901–1916, археолог и историчар
12. Фердинанд Фош (Ferdinand Foch), 1918–1929, војсковођа
13. Филип Петен (Philippe Pétain), 1929–1951, војсковођа
14. Андре Франсоа-Понсе (André François-Poncet), 1952–1978, политичар и дипломата
15. Едгар Фор (Edgar Faure), 1978–1988, политичар и историчар
16. Мишел Сер (Michel Serres), 1990–2019, филозоф

## Позиција 19
1. Франсоа де Поршер д'Арбо (François de Porchères d'Arbaud), 1634–1640, песник
2. Оливје Патри (Olivier Patru), 1640–1681, правник
3. Никола Потје де Новион (Nicolas Potier de Novion), 1681–1693, судија
4. Филип Гоабо-Дибоа (Philippe Goibaud-Dubois), 1693–1694, преводилац
5. Шарл Боало (Charles Boileau), 1694–1704, свештеник
6. Гаспар Абеј (Gaspard Abeille), 1704–1718, свештеник
7. Никола-Ибер де Монго (Nicolas-Hubert de Mongault), 1718–1746, свештеник
8. Шарл Пино Дикло (Charles Pinot Duclos), 1746–1772, граматичар и историчар
9. Никола Бозе (Nicolas Beauzée), 1772–1789, граматичар
10. Жан-Жак Бартелми (Jean-Jacques Barthélemy), 1789–1795, свештеник
11. Мари-Жозеф Шеније (Marie-Joseph Chénier), 1803–1811, песник и драмски писац
12. Франсоа-Рене де Шатобријан (François-René de Châteaubriand), 1811–1848, политичар, песник и романсијер
13. Пол де Ноај (Paul de Noailles), 1849–1885, историчар
14. Едуар Ерве (Édouard Hervé), 1886–1899, политичар
15. Пол Дешанел (Paul Deschanel), 1899–1922, политичар
16. Огист Жонар (Auguste Jonnart), 19 23–1927, политичар, сениор бирократа и дипломата
17. Морис Палеолог (Maurice Paléologue), 1928–1944, дипломата и историчар
18. Шарл де Шамбрен (Charles de Chambrun), 1946–1952, дипломата
19. Фернан Грег (Fernand Gregh), 1953–1960, песник, књижевни критичар и историчар
20. Рене Клер (René Clair), 1960–1981, филмски режисер и књижевник
21. Пјер Моано (Pierre Moinot), 1982–2007, виши бирократа и романсијер
22. Жан-Луп Дабади (Jean-Loup Dabadie), 2008–2020, новинар, лиричар и сценариста

## Позиција 20
1. Пол Е ди Шастле (Paul Hay du Chaastelet), 1634–1636, правник
2. Никола Перо д'Абланкур (Nicolas Perrot d'Ablancourt), 1637–1664, преводилац
3. Роже де Биси-Рабитен (Roger de Bussy-Rabutin), 1665–1693, романсијер
4. Жан-Пол Бињон (Jean-Paul Bignon), 1693–1743, свештеник
5. Арман-Жером Бињон (Armand-Jérôme Bignon), 1743–1772, политичар
6. Луј-Жорж де Брекињи (Louis-Georges de Bréquigny), 1772–1795, историчар
7. Понс-Дени Екушар-Лебрен (Ponce-Denis Écouchard-Lebrun), 1803–1807, песник
8. Франсоа-Жист-Мари Ренуар (François-Juste-Marie Raynouard), 1807–1836, правник, песник и драмски писац
9. Франсоа-Огист Миње (François-Auguste Mignet), 1836–1884, историчар
10. Виктор Дири (Victor Duruy), 1884–1894, политичар и историчар
11. Жил Леметр (Jules Lemaître), 1895–1914, драмски писац и критичар
12. Анри Бордо (Henry Bordeaux), 1919–1963, правник и ромаснијер
13. Тијери Молније (Thierry Maulnier), 1964–1988, новинар и драмски писац
14. Жозе Кабанис (José Cabanis), 1990–2000, судија и књижевник
15. Анжело Риналди (Angelo Rinaldi), изабран 2001, књижевник

## Позиција 21
1. Марен ле Роа де Гомбервил (Marin le Roy de Gomberville), 1634–1674, романсијер
2. Пјер Данијел Ије (Pierre Daniel Huet), 1674–1721, свештеник
3. Жан Боавен ле Каде (Jean Boivin le Cadet), 1721–1726, професор
4. Пол-Иполит де Бовијер (Paul-Hippolyte de Beauvilliers, Duc de Saint-Aignan), 1726–1776, политичар
5. Шарл-Пјер Колардо (Charles-Pierre Colardeau), 1776, песник и драмски писац
6. Жан-Франсоа де л'Арп (Jean-François de la Harpe), 1776–1803, песник, драмски писац и критичар
7. Пјер-Луј Лакретел Лене (Pierre-Louis Lacretelle l'Aîné), 1803–1824, правник
8. Франсоа-Гзавје-Жозеф Дро (François-Xavier-Joseph Droz), 1824–1850, филозоф и историчар
9. Шарл де Монталамбер (Charles de Montalembert), 1851–1870, филозоф
10. Анри д'Орлеан (Henri d'Orléans, Duc d'Aumale), 1871–1897, војсковођа, политичар и историчар
11. Ежен Гијом (Eugène Guillaume), 1898–1905, вајар
12. Етјен Лами (Étienne Lamy), 1905–1919, есејиста, политичар и правник
13. Андре Шевријон (André Chevrillon), 1920–1957, есејиста, књижевни историчар и критичар
14. Марсел Ашар (Marcel Achard), 1959–1974, позоришни писац и новинар
15. Фелисјан Марсо (Félicien Marceau), 1975–2012, писац драма, прозе и есеја
16. Алан Финкелкрут (Alain Finkielkraut), изабран 2014, филозоф и есејиста

## Позиција 22
1. Антоан Жерар де Сент Аман (Antoine Gérard de Saint-Amant), 1634–1661, песник
2. Жак Касањ (Jacques Cassagne), 1662–1679, свештеник и песник
3. Луј де Вержис (Louis de Verjus, Comte de Crécy), 1679–1709, политичар
4. Жан-Антоан де Мем (Jean-Antoine de Mesmes), 1710–1723, судија
5. Пјер-Жозеф Алари (Pierre-Joseph Alary), 1723–1770, свештеник
6. Габријел-Анри Гајар (Gabriel-Henri Gaillard), 1771–1806, свештеник, историчар, новинар и лингвиста
7. Луј-Филип де Сегир (Louis-Philippe de Ségur), 1803–1830, дипломата, историчар, песник и драмски писац
8. Жан-Понс-Гијом Вјене (Jean-Pons-Guillaume Viennet), 1830–1868, политичар, песник и драмски писац
9. Жозеф д'Осонвил (Joseph d'Haussonville), 1869–1884, политичар и дипломата
10. Лидовик Алеви (Ludovic Halévy), 1834–1908, писац драма, либретиста и романописац
11. Ежен Брије (Eugène Brieux), 1909–1932, драмски писац
12. Франсоа Моријак (François Mauriac), 1933–1970, писац, есејиста и књижевни критичар
13. Жилијан Грин (Julien Green), 1971–1998, прозни и драмски писац
14. Рене де Обалдја, (René de Obaldia), изабран 1999, песник и драмски писац

## Позиција 23
1. Гијом Колете (Guillaume Colletet), 1634–1659, правник и драмски писац
2. Жиј Боало (Gilles Boileau), 1659–1669, песник
3. Жан де Монтињи (Jean de Montigny), 1670–1671, свештеник и песник
4. Шарл Перо (Charles Perrault), 1671–1703, песник
5. Арман-Гастон-Максимилијан де Роан (Armand-Gaston-Maximilien de Rohan), 1703–1749, свештеник и политичар
6. Луј-Ги де Герапен де Вореал (Louis-Gui de Guérapin de Vauréal), 1749–1760, свештеник и политичар
7. Шарл-Мари де ла Кондамин (Charles-Marie de la Condamine), 1760–1774, истраживач
8. Жак Делиј (Jacques Delille), 1774–1813, свештеник и песник
9. Франсоа-Никола-Венсан Кампенон (François-Nicolas-Vincent Campenon), 1813–1843, песник
10. Марк Жирарден (Marc Girardin), 1844–1873, политичар и књижевни критичар
11. Алфред Мезјер (Alfred Mézières), 1874–1915, књижевни историчар, есејиста, политичар
12. Рене Боалев (René Boylesve), 1918–1926, прозни писац и песник
13. Абел Ерман (Abel Hermant), 1927–1950, писац, есејиста и новинар
14. Етјен Жилсон (Étienne Gilson), 1946–1978, филозоф
15. Анри Гујер (Henri Gouhier), 1979–1994, филозоф и књижевни критичар
16. Пјер Розенберг (Pierre Rosenberg), изабран 1995, историчар уметности и есејиста

## Позиција 24
1. Жан Силон (Jean Silhon), 1634–1667, политичар
2. Жан-Батист Колбер (Jean-Baptiste Colbert), 1667–1683, политичар
3. Жан де ла Фонтен (Jean de la Fontaine), 1684–1695, песник
4. Жил де Клерамбо (Jules de Clérambault), 1695–1714, свештеник
5. Гијом Масје (Guillaume Massieu), 1714–1722, свештеник
6. Клод-Франсоа-Александар Утвил (Claude-François-Alexandre Houtteville), 1722–1742, свештеник
7. Пјер Карле де Шамблен де Мариво (Pierre Carlet de Chamblain de Marivaux), 1742–1763, књижевник и драмски писац
8. Клод-Франсоа Лизард де Радонвилије (Claude-François Lysarde de Radonvilliers), 1763–1789, свештеник
9. Константен-Франсоа де Шасбеф (Constantin-François de Chassebœuf, Comte de Volney), 1803–1820, филозоф
10. Клод-Емануел де Пасторе (Claude-Emmanuel de Pastoret), 1820–1840, политичар, правник и песник
11. Луј де Бопој (Louis de Beaupoil, Comte de Sainte-Aulaire), 1841–1854, политичар
12. Виктор де Број (Achille Léonce Victor Charles, duc de Broglie), 1855–1870, политичар
13. Проспер Дивержје д'Оран (Prosper Duvergier de Hauranne), 1870–1881, политичар
14. Арман Придом (Armand Prudhomme), 1881–1907, песник и есејист
15. Анри Поенкаре (Henri Poincaré), 1908–1912, математичар, астроном, инжењер и филозоф
16. Алфред Капис (Alfred Capus), 1914–1922, драмски писац, новинар и есејист
17. Едуар Естоније (Édouard Estaunié), 1923–1942, писац и инжењер
18. Луј-Пастер Валери-Радо (Louis-Pasteur Vallery-Radot), 1944–1970, лекар
19. Етјен Волф (Étienne Wolff), 1971–1996, биолог
20. Жан-Франсоа Ревел (Jean-François Revel), 1997–2006, историчар и есејист
21. Макс Гало (Max Gallo), 2007–2017, новинар и књижевник

## Позиција 25
1. Клод де Л'Етоал (Claude de L'Estoile), 1634–1652, драмски писац и песник
2. Арман де Камбу (Armand de Camboust, duc de Coislin), 1652–1702, војсковођа
3. Пјер де Камбу (Pierre de Camboust, duc de Coislin), 1702–1710, аристократа
4. Анри-Шарл де Коаслен (Henri-Charles de Coislin), 1710–1732, свештеник
5. Жан-Батист Сирјан (Jean-Baptiste Surian), 1733–1754, свештеник
6. Жан ле Рон д'Аламбер (Jean le Rond d'Alembert), 1754–1783, филозоф и математичар
7. Мари-Габријел-Флоран-Огист де Шоазел-Гуфје (Marie-Gabriel-Florent-Auguste de Choiseul-Gouffier), 1783, искључен у реорганизацији 1803, писац биографија
8. Жан-Етјен-Мари Портали (Jean-Étienne-Marie Portalis), 1803–1807, политичар, филозоф и правник
9. Пјер Ложон (Pierre Laujon), 1807–1811, песник
10. Шарл-Гијом Етјен (Charles-Guillaume Étienne), 1811–1816. Мандат завршен декретом; види још Позиција 32, песник и драмски писац
11. Мари-Габријел-Флоран-Огист де Шоазел-Гуфје (Marie-Gabriel-Florent-Auguste de Choiseul-Gouffier), (поново), 1816–1817
12. Жан Луј Лаја (Jean-Louis Laya), 1817–1833, песник и драмски писац
13. Шарл Нодије (Charles Nodier), 1833–1844, писац романа, песник и граматичар
14. Проспер Мериме (Prosper Mérimée), 1844–1870, романописац
15. Луј де Ломени (Louis de Loménie), 1871–1878, есејиста
16. Иполит Тен (Hippolyte Taine), 1878–1893, есејиста и историчар
17. Албер Сорел (Albert Sorel), 1894–1906, историчар
18. Морис Доне (Maurice Donnay), 1907–1945, писац драма
19. Марсел Пањол (Marcel Pagnol), 1946–1974, драмски писац, аутор филмова и романсијер
20. Жан Бернар (Jean Bernard), 1976–2006, лекар
21. Доминик Фернандез (Dominique Fernandez), изабран 2007, књижевник и књижевни критичар

## Позиција 26
1. Амабл де Бурзе (Amable de Bourzeys), 1634–1672, свештеник и учењак
2. Жан Галоа (Jean Gallois), 1672–1707, свештеник
3. Едм Монжен (Edme Mongin), 1707–1746, свештеник
4. Жан-Ињас де ла Вил (Jean-Ignace de la Ville), 1746–1774, свештеник и дипломата
5. Жан-Батист-Антоан Сијар (Jean-Baptiste-Antoine Suard), 1774–1817, есејиста
6. Франсоа Роже (François Roger), 1817–1842, песник и драмски писац
7. Анри Патен (Henri Patin), 1842–1876, професор
8. Гастон Боасје (Gaston Boissier), 1876–1908, историчар и филолог
9. Рене Думик (René Doumic), 1909–1937, есејиста, књижевни историчар и критичар
10. Андре Мороа (André Maurois), 1938–1967, прозни писац, есејиста, књижевни историчар и критичар
11. Марсел Арлан (Marcel Arland), 1968–1986, прозни писац, есејиста, књижевни историчар и критичар
12. Жорж Диби (Georges Duby), 1987–1996, историчар
13. Жан-Мари Руар (Jean-Marie Rouart), изабран 1997, прозни писац и есејиста

## Позиција 27
1. Абел Сервјан (Abel Servien), 1634–1659, политичар
2. Жан-Жак Ренуар де Вилаје (Jean-Jacques Renouard de Villayer), 1659–1691, политичар
3. Бернар ле Бује де Фонтнел (Bernard le Bouyer de Fontenelle), 1691–1757, драмски писац и филозоф
4. Антоан-Луј Сегије (Antoine-Louis Séguier), 1757–1792, правник
5. Жак-Анри Бернарден де Сен-Пјер (Jacques-Henri Bernardin de Saint-Pierre), 1803–1814, есејиста
6. Етјен Ењан (Étienne Aignan), 1814–1824, новинар и драмски писац
7. Александар Суме (Alexandre Soumet), 1824–1845, песник и драмски писац
8. Лидовик Вите (Ludovic Vitet), 1845–1873, археолог
9. Елм-Мари Каро (Elme-Marie Caro), 1874–1887, филозоф
10. Пол-Габријел д'Осонвил (Paul-Gabriel d'Haussonville), 1888–1924, политичар и правник
11. Огист-Арман де ла Форс (Auguste-Armand de la Force), 1925–1961. историчар
12. Жозеф Кесел (Joseph Kessel), 1962-1979, новинар и књижевник
13. Мишел Дроа (Michel Droit), 1980–2001, књижевник
14. Пјер Нора (Pierre Nora), изабран 2001, историчар

## Позиција 28
1. Жан-Луј Гије де Балзак (Jean-Louis Guez de Balzac), 1634–1654, есејиста
2. Пол-Филип Ардуен де Перефикс (Paul-Philippe Hardouin de Péréfixe), 1654–1670, свештеник и историчар
3. Франсоа д'Арле де Шанвалон (François de Harlay de Champvallon), 1671–1695, свештеник
4. Андре Дасје (André Dacier), 1695–1722, филолог и преводилац
5. Гијом Дибоа (Guillaume Dubois), 1722–1723, свештеник и политичар
6. Шарл-Жан-Франсоа Ено (Charles-Jean-François Hénault), 1723–1770, судија
7. Шарл-Жист де Бово (Charles-Just de Beauvau), 1771–1793, политичар и војсковођа
8. Филип-Антоан Мерлен де Дуе (Philippe-Antoine Merlin de Douai), 1803–1838, политичар и адвокат; уклоњен указом
9. Антоан-Франсоа-Клод Феран (Antoine-François-Claude Ferrand), 1816–1825, судија, песник, историчар и драмски писац
10. Казимир Делавињ (Casimir Delavigne), 1825–1843, песник и писац драма
11. Шарл-Огистен Сент-Бев (Charles-Augustin Sainte-Beuve), 1844–1869, есејиста и песник
12. Жил Жанен (Jules Janin), 1870–1874, романописац и критичар
13. Жон Лемоан (John Lemoinne), 1875–1892, дипломата и новинар
14. Фердинан Бринетјер (Ferdinand Brunetière), 1893–1906, књижевни историчар и критичар, есејиста
15. Анри Барбу (Henri Barboux), 1907–1910, адвокат
16. Анри Ружон (Henry Roujon), 1911–1914, виши бирократа, есејиста и прозни писац
17. Луј Барту (Louis Barthou), 1918–1934, политичар, судија, историчар и историчар књижевности; убијен
18. Клод Фарер (Claude Farrère), 1935–1957, прозни писац, есејиста и историчар
19. Анри Троаја (Henri Troyat), 1959–2007, прозни писац, историчар и историчар књижевности
20. Жан-Кристоф Рифен (Jean-Christophe Rufin), изабран 2008, лекар и прозни писац

## Позиција 29
1. Пјер Барден (Pierre Bardin), 1634–1635, филозоф и математичар
2. Никола Бурбон (Nicolas Bourbon), 1637–1644, свештеник
3. Франсоа-Анри Саломон де Вирлад (François-Henri Salomon de Virelade), 1644–1670, правник
4. Филип Кино (Philippe Quinault), 1670–1688, песник и драмски писац
5. Франсоа де Калијер (François de Callières), 1688–1717, филолог
6. Андре-Еркил де Флери (André-Hercule de Fleury), 1717–1743, свештеник и политичар
7. Пол Далбер де Лине (Paul d'Albert de Luynes), 1743–1788, свештеник
8. Жан-Пјер Клари де Флоријан (Jean-Pierre Claris de Florian), 1788–1794, песник, драмски писац и романсијер
9. Жан-Франсоа Кајава (Jean-François Cailhava), 1803–1813, драмски писац, песник и критичар
10. Жозеф Мишо (Joseph Michaud), 1813–1839, новинар и историчар
11. Мари-Жан-Пјер Флуран (Marie-Jean-Pierre Flourens), 1840–1867, физиолог
12. Клод Бернар (Claude Bernard), 1868–1878, лекар
13. Ернест Ренан (Ernest Renan), 1878–1892, филозоф
14. Пол-Арман Шалмел-Лакур (Paul-Armand Challemel-Lacour), 1893–1896, политичар и дипломата
15. Габријел Аното (Gabriel Hanotaux), 1897–1944, политичар, дипломата и историчар
16. Андре Зигфрид (André Siegfried), 1944–1959, историчар и географ
17. Анри де Монтерлан (Henry de Montherlant), 1960–1972, драмски писац, романсијер и есејист
18. Клод Леви Строс (Claude Lévi-Strauss), 1973–2009, антрополог
19. Амин Малуф (Amin Maalouf), изабран 2011, романсијер

## Позиција 30
1. Ракан (Honorat de Bueil, seigneur de Racan), 1634–1670, песник
2. Франсоа-Серафен Рење-Демаре (François-Séraphin Régnier-Desmarais), 1670–1713, свештеник и граматичар
3. Бернар де Ла Моноа (Bernard de La Monnoye), 1713–1728, филолог и критичар
4. Мишел Понсе де Ла Ривјер (Michel Poncet de La Rivière), 1728–1730, свештеник
5. Жак Ардион (Jacques Hardion), 1730–1766, историчар
6. Антоан-Леонар Тома (Antoine-Léonard Thomas), 1766–1785, песник
7. Жак-Антоан-Иполит де Гибер (Jacques-Antoine-Hippolyte de Guibert), 1785–1790, драмски писац
8. Жан-Жак-Режи де Канбасере (Jean-Jacques-Régis de Cambacérès), 1803- искључен декретом 1816, политичар; умро 1824
9. Луј-Габријел (Louis-Gabriel, vicomte de Bonald), 1816–1840, филозоф и публициста
10. Жак-Франсоа Ансело (Jacques-François Ancelot), 1841–1854, песник, романсијер и писац драма
11. Ернест Легуве (Ernest Legouvé), 1855–1903, песник, романсијер, драмски писац и есејиста
12. Рене Базен (René Bazin), 1903–1932, романсијер и есејиста
13. Теодор Гослен (Théodore Gosselin), 1932–1935, историчар (писао под псеудонимом Ж. Ленотр)
14. Жорж Дијамел (Georges Duhamel), 1935–1966, лекар, есејиста, романсијер, песник и драмски писац
15. Морис Дрион (Maurice Druon), 1966–2009, политичар и прозни писац
16. Данијел Салнав (Danièle Sallenave), изабрана 2011, прозни писац и новинар

## Позиција 31
1. Пјер де Боаса (Pierre de Boissat), 1634–1662, војсковођа
2. Антоан Фиретјер (Antoine Furetière), 1662–1685, песник, писац басни и романа; искључен, умро 1688.
3. Жан де Ла Шапел (Jean de La Chapelle), 1688–1723, песник
4. Пјер-Жозеф Тулије д'Оливе (Pierre-Joseph Thoulier d'Olivet), 1723–1768, свештеник и филолог
5. Етјен Боно де Кондијак (Étienne Bonnot de Condillac), 1768–1780, свештеник и филозоф
6. Луј-Елизабет де ла Верњ де Тресан (Louis-Élisabeth de La Vergne de Tressan), 1780–1783, песник и физичар
7. Жан-Силвен Баји (Jean-Sylvain Bailly), 1783–1793, математичар; гиљотиниран
8. Емануел-Жозеф Сје (Emmanuel-Joseph Sieyès), 1803–1816, свештеник, есејиста и дипломата; искључен по налогу, умро 1836.
9. Трофим-Жерар де Лали-Толандал (Trophime-Gérard de Lally-Tollendal), 1816–1830, политичар
10. Жан-Батист Сансон де Понжервил (Jean-Baptiste Sanson de Pongerville), 1830–1870, песник
11. Гзавје Мармје (Xavier Marmier), 1870–1892, прозни писац и песник
12. Анри де Борније (Henri de Bornier), 1893–1901, писац драма и песник
13. Едмон Ростан (Edmond Rostand), 1901–1918, писац драма и песник
14. Жозеф Бедје (Joseph Bédier), 1920–1938, филолог
15. Жером Таро (Jérôme Tharaud), 1938–1953, романсијер
16. Жан Кокто (Jean Cocteau), 1955–1963, писац драма, песник, кореограф, сликар и филмски аутор
17. Жак Риф (Jacques Rueff), 1964–1978, економиста и високи државни службеник
18. Жан Дитур (Jean Dutourd), 1978–2011, писац романа
19. Мишел Едвард (Michael Edwards), изабран 2013, књижевни научник

## Позиција 32
1. Клод Фавр де Воглас (Claude Favre de Vaugelas), 1634–1650, филолог
2. Жорж де Скидери (Georges de Scudéry), 1650–1667, песник, драмски писац и романсијер
3. Филип де Данжо (Philippe de Dangeau), 1667–1720, восковођа, гувернер и дипломата
4. Луј Франсоа Арман ди Плеси де Ришеље (Louis-François-Armand du Plessis de Richelieu), 1720–1788, војсковођа, либертинац и политичар
5. Франсоа-Анри д'Аркур (François-Henri d'Harcourt), 1788–1802, војсковођа
6. Лисјан Бонапарта (Lucien Bonaparte), 1803–1816, политичар. Искључен по указу.
7. Луј-Симон Оже (Louis-Simon Auger), 1816–1829, новинар и драмски писац
8. Шарл-Гијом Етјен (Charles-Guillaume Étienne), 1829–1845 (види још: позиција 25), песник и драмски писац
9. Алфред де Вињи (Alfred de Vigny), 1845–1863, песник
10. Камиј Дусе (Camille Doucet), 1865–1895, песник и драмски писац
11. Шарл Коста де Борегар (Charles Costa de Beauregard), 1896–1909, историчар и политичар
12. Иполит Ланглоа (Hippolyte Langlois), 1911–1912, војсковођа
13. Емил Бутру (Émile Boutroux), 1912–1921, филозоф историчар филозофије
14. Пјер де Нолак (Pierre de Nolhac), 1922–1936, историчар, историчар уметности и песник
15. Жорж Грант (Georges Grente), 1936–1959, свештеник, историчар и есејиста
16. Анри Маси (Henri Massis), 1960–1970, есејиста, књижевни историчар и критичар
17. Жорж Изар (Georges Izard), 1971–1973, политичар, адвокат, новинар и есејиста
18. Робер Арон (Robert Aron), 1974–1975, историчар и есејиста
19. Морис Рем (Maurice Rheims), 1976–2003, романсијер и историчар уметности
20. Ален Роб-Грије (Alain Robbe-Grillet), 2004–2008, прозни писац и филмски аутор
21. Франсоа Вејерган (François Weyergans), 2009–2019, прозни писац и редитељ

## Позиција 33
1. Венсан Воатир (Vincent Voiture), 1634–1648, песник
2. Франсоа-Ед де Мезере (François-Eudes de Mézeray), 1648–1683, правник
3. Жан Барбје д'Окур (Jean Barbier d'Aucour), 1683–1694, правник
4. Франсоа де Клермон-Тонер (François de Clermont-Tonnerre), 1694–1701, свештеник
5. Никола де Малезје (Nicolas de Malézieu), 1701–1727, учитељ и песник
6. Жан Бује (Jean Bouhier), 1727–1746, судија и археолог
7. Франсоа-Мари Аруе Волтер (François-Marie Arouet dit Voltaire), 1746–1778, драмски писац, историчар, филозоф и песник
8. Жан-Франсоа Диси (Jean-François Ducis), 1778–1816, песник и драмски писац
9. Ремон де Сез (Raymond de Sèze), 1816–1828, правник
10. Проспер Брижјер (Prosper Brugière, baron de Barante), 1828–1866, политичар
11. Жозеф Гратри (Joseph Gratry), 1867–1872, свештеник и филозоф
12. Сен-Рене Тајандје, 1873–1879, политичар
13. Максим Ди Кан (Maxime Du Camp), 1880–1894, есејист и романсијер
14. Пол Бурже (Paul Bourget), 1894–1935, романописац, песник и драмски писац
15. Едмон Жалу (Edmond Jaloux), 1936–1949, романсијер, књижевни критичар и историчар
16. Жан-Луј Водоаје (Jean-Louis Vaudoyer), 1950–1963, прозни писац, песник, есејиста и историчар уметности
17. Марсел Брион (Marcel Brion), 1964–1984, романописац, есејиста и историчар уметности
18. Мишел Мор (Michel Mohrt), 1985–2011, уредник, есејиста, романсијер и историчар књижевности
19. Доминик Бона (Dominique Bona), изабрана 2013, романсијер

## Позиција 34
1. Онора де Поршер Логје (Honorat de Porchères Laugier), 1634–1653, песник
2. Пол Пелисон (Paul Pellisson), 1653–1693, историчар
3. Франсоа Фенелон (François de Salignac de La Mothe Fénelon), 1693–1715, свештеник и есејиста
4. Клод Гро де Боз (Claude Gros de Boze), 1715–1753, ерудита и нумизматичар
5. Луј де Бурбон Конде де Клермон (Louis de Bourbon Condé de Clermont), 1753–1771, свештеник
6. Пјер-Лоран Бирет де Белоа (Pierre-Laurent Buirette de Belloy), 1771–1775, драмски писац и глумац
7. Емануел-Фелисите де Дирфор де Дирас (Emmanuel-Félicité de Durfort de Duras), 1775–1789, политичар и војсковођа
8. Доминик-Жозеф Гара (Dominique-Joseph Garat), 1803–1816, политичар, адвокат и филозоф. Искључен уредбом, одбио поновни пријем 1829, умро 1833.
9. Луј-Франсоа де Босе (Louis-François de Bausset), 1816–1824, свештеник и политичар
10. Ијасент-Луј де Келан (Hyacinthe-Louis de Quélen), 1824–1839, свештеник
11. Матје Моле (Mathieu Molé), 1840–1855, политичар
12. Фредерик-Алфред де Фалу (Frédéric-Alfred de Falloux), 1856–1886, политичар и историчар
13. Октав Греар (Octave Gréard), 1886–1904, високи чиновник, књижевни историчар и критичар
14. Емил Гебар (Émile Gebhart), 1904–1908, историчар уметности, књижевни историчар и критичар
15. Ремон Поенкаре (Raymond Poincaré), 1909–1934, државник, политичар, правник и есејиста
16. Жак Бенвил (Jacques Bainville), 1935–1936, историчар и новинар
17. Жозеф де Пекиду (Joseph de Pesquidoux), 1936–1946, прозни писац и есејиста
18. Морис Жанвоа (Maurice Genevoix), 1946–1980, прозни писац
19. Жак де Бурбон Бисе (Jacques de Bourbon Busset), 1981–2001, политичар, есејиста и писац
20. Франсоа Шан (François Cheng), изабран 2002, песник, писац и преводилац

## Позиција 35
1. Анри-Луј Абер де Монмор (Henri-Louis Habert de Montmort), 1634–1679, гостионичар
2. Луј Ирлан де Лаво (Louis Irland de Lavau), 1679–1694, свештеник
3. Жан-Франсоа-Пол Лефевр Комартен (Jean-François-Paul Lefèvre Caumartin), 1694–1733, свештеник
4. Франсоа-Огистен Паради де Монкриф (François-Augustin Paradis de Moncrif), 1733–1770, песник, музичар и драмски писац
5. Жан-Арман де Роклор (Jean-Armand de Roquelaure), 1771–1818, свештеник
6. Жорж Кивје (Georges Cuvier), 1818–1832, палеонтолог
7. Андре Дипен (André Dupin), 1832–1865, политичар и адвокат
8. Алфред-Огист Кивилије-Флери (Alfred-Auguste Cuvillier-Fleury), 1866–1887, историчар и књижевни критичар
9. Жил Кларети (Jules Claretie), 1888–1913, прозни и драмски писац и критичар
10. Жозеф Жофр (Joseph Joffre), 1918–1931, политичар и војсковођа
11. Максим Веган (Maxime Weygand), 1931–1965, војсковођа
12. Луј Лепренс-Ринге (Louis Leprince-Ringuet), 1966–2000, физичар, инжењер телекомуникација, историчар науке и есејиста
13. Ив Пуликен (Yves Pouliquen), 2001–2020, лекар

## Позиција 36
1. Марен Киро де Ла Шамбр (Marin Cureau de La Chambre), 1634–1669, лекар и филозоф
2. Пјер Киро де Ла Шамбр (Pierre Cureau de La Chambre), 1670–1693, свештеник
3. Жан де Ла Бријер (Jean de La Bruyère), 1693–1696, есејиста и моралиста
4. Клод Флери (Claude Fleury), 1696–1723, свештеник
5. Жак Адам (Jacques Adam), 1723–1735, филолог
6. Жозеф Сеги (Joseph Séguy), 1736–1761, свештеник
7. Луј Рене Едуар (Louis René Édouard, cardinal de Rohan), 1761–1803, свештеник, политичар, филозоф и песник
8. Жан Девен (Jean Devaines), 1803, државни бирократа
9. Еварист де Форж де Парни (Évariste de Forges de Parny), 1803–1814, еротски песник
10. Виктор-Жозеф-Етјен де Жуј (Victor-Joseph-Étienne de Jouy), 1815–1846, новинар, критичар и драмски писац
11. Адолф-Жозеф Симони Ампис (Adolphe-Joseph Simonis Empis), 1847–1868, песник и драмски писац
12. Огист Барбје (Auguste Barbier), 1869–1882, песник
13. Адолф Перо (Adolphe Perraud), 1882–1906, свештеник
14. Франсоа-Дезире Матје (François-Désiré Mathieu), 1906–1908, свештеник и историчар
15. Луј Дишен (Louis Duchesne), 1910–1922, свештеник, историчар и филолог
16. Анри Бремон (Henri Brémond), 1923–1933, свештеник, историчар књижевности и књижевни критичар
17. Андре Белсор (André Bellessort), 1935–1942, есејиста, књижевни критичар, историчар и историчар књижевности
18. Рене Грусе (René Grousset), 1946–1952, историчар уметности
19. Пјер Гаксот (Pierre Gaxotte), 1953–1982, историчар и новинар
20. Жак Сутел (Jacques Soustelle), 1983–1990, американолог, етнолог, политичар и есејиста
21. Жан-Франсоа Денио (Jean-François Deniau), 1990–2007, политичар, есејиста и романсијер
22. Филип Босан (Philippe Beaussant), 2007–2016, музиколог и романсијер
23. Барбара Касен (Barbara Cassin), изабрана 2018, филолог и филозоф

## Позиција 37
1. Данијел Е ди Шатле де Шамбон (Daniel Hay du Chastelet de Chambon), 1635–1671, свештеник и математичар
2. Жак-Бенињ Босије (Jacques-Bénigne Bossuet), 1671–1704, свештеник и историчар
3. Мелшиор де Полињак (Melchior de Polignac), 1704–1741, свештеник, политичар, филозоф и песник
4. Оде-Жозеф Жири (Odet-Joseph Giry), 1741–1761, свештеник
5. Шарл Бате (Charles Batteux), 1761–1780, свештеник
6. Антоан-Марен Лемјер (Antoine-Marin Lemierre), 1780–1793, песник и драмски писац
7. Феликс-Жилијан-Жан Биго де Преамне (Félix-Julien-Jean Bigot de Préameneu), 1803–1825, политичар и правник
8. Матје де Монморанси (Mathieu de Montmorency), 1825–1826, политичар и дипломата
9. Александар Гиро (Alexandre Guiraud), 1826–1847, драмски писац, песник и романсијер
10. Жан-Жак Ампер (Jean-Jacques Ampère), 1847–1864, историчар књижевности
11. Лисјан-Анатол Прево-Парадо (Lucien-Anatole Prévost-Paradol), 1865–1870, књижевни критичар
12. Камиј Русе (Camille Rousset), 1871–1892, историчар
13. Пол Тиро-Данжен (Paul Thureau-Dangin), 1893–1913, историчар
14. Пјер де Ла Горс (Pierre de La Gorce), 1914–1934, историчар, судија и правник
15. Морис де Број (Maurice de Broglie), 1934–1960, наутичар и физичар
16. Ежен Тисеран (Eugène Tisserant), 1961–1972, свештеник и филозоф
17. Жан Данијелу (Jean Daniélou), 1972–1974, свештеник, теолог, историчар и есејиста
18. Робер-Амброаз-Мари Каре (Robert-Ambroise-Marie Carré), 1975–2004, свештеник
19. Рене Жирар (René Girard), 2005–2015, филозоф
20. Мишел Зенк (Michel Zink), изабран 2017, медијавелиста, филолог и романсијер

## Позиција 38
1. Оже де Молеон де Граније (Auger de Moléon de Granier), 1635–1636, вероватно свештеник; избачен због крађе; умро 1650.
2. Балтазар Баро (Balthazar Baro), 1636–1650, драмски писац и песник
3. Жан Дужа (Jean Doujat), 1650–1688, правник
4. Езеб Ренодо (Eusèbe Renaudot), 1688–1720, свештеник
5. Анри-Емануел де Рокет (Henri-Emmanuel de Roquette), 1720–1725, свештеник
6. Пјер де Пардајан д'Антен (Pierre de Pardaillan d'Antin), 1725–1733, свештеник
7. Никола-Франсоа Дипре де Сен Мор (Nicolas-François Dupré de Saint-Maur), 1733–1774, економиста и статистичар
8. Гијом-Кретјан де Ламоњон де Малерб (Guillaume-Chrétien de Lamoignon de Malesherbes), 1775–1794, политичар и судија; умро на гиљотини
9. Франсоа Андрије (François Andrieux), 1803–1833, правник, песник и драмски писац
10. Луј-Адолф Тјер (Louis-Adolphe Thiers), 1833–1877, политичар и историчар
11. Анри Мартен (Henri Martin), 1878–1883, историчар
12. Фердинан де Лесепс (Ferdinand de Lesseps), 1884–1894, дипломата
13. Анатол Франс (Anatole France), 1896–1924, песник и књижевник
14. Пол Валери (Paul Valéry), 1925–1945, песник, есејиста и књижевни критичар
15. Анри Мондор (Henri Mondor), 1946–1962, хирург, лекар, историчар књижевности и науке
16. Луј Арман (Louis Armand), 1963–1971, инжењер рударства, администратор и економиста
17. Жан-Жак Готје (Jean-Jacques Gautier), 1972–1986, драмски критичар, књижевник, новинар и есејиста
18. Жан-Луј Киртис (Jean-Louis Curtis), 1986–1995, романсијер и есејист
19. Франсоа Жакоб (François Jacob), 1996–2013, биолог
20. Марк Ламброн (Marc Lambron), изабран 2014, књижевни критичар и писац

## Позиција 39
1. Луј Жири (Louis Giry), 1636–1665, адвокат
2. Клод Боаје (Claude Boyer), 1666–1698, свештеник, драмски писац и песник
3. Шарл-Клод Жене (Charles-Claude Genest), 1698–1719, свештеник
4. Жан-Батист Дибо (Jean-Baptiste Dubos), 1720–1742, свештеник и историчар
5. Жан-Франсоа ди Беле ди Ренел (Jean-François Du Bellay du Resnel), 1742–1761, свештеник
6. Бернар-Жозеф Сорен (Bernard-Joseph Saurin), 1761–1781, адвокат и песник
7. Жан-Антоан-Никола де Карита, маркиз од Кондорсеа (Jean-Antoine-Nicolas de Caritat, marquis de Condorcet), 1782–1794, филозоф и математичар (отровао се у затвору)
8. Габријел Вијар (Gabriel Villar), 1803–1826, свештеник
9. Шарл-Мари-Доримон де Фелец (Charles-Marie-Dorimond de Féletz), 1826–1850, свештеник
10. Дезире Низар (Désiré Nisard), 1850–1888, есејиста
11. Ежен-Мелшиор де Вогуе (Eugène-Melchior de Vogüé), 1888–1910, есејиста, историчар, књижевни критичар и дипломата
12. Анри де Рењије (Henri de Régnier), 1911–1936, песник, романсијер и есејиста
13. Жак де Лакретел (Jacques de Lacretelle), 1936–1985, романсијер
14. Бертран Поаро-Делпеш (Bertrand Poirot-Delpech), 1986–2006, новинар, есејиста и романсијер
15. Жан Клер (Jean Clair), изабран 2008, есејиста и историчар уметности

## Позиција 40
1. Данијел де Пријезак (Daniel de Priézac), 1639–1662, професор права
2. Мишел Ле Клер (Michel Le Clerc), 1662–1691, адвокат
3. Жак де Туреј (Jacques de Tourreil), 1692–1714, преводилац
4. Жан-Ролан Мале (Jean-Roland Mallet), 1714–1736, краљевски службеник (royal valet)
5. Жан-Франсоа Боаје (Jean-François Boyer), 1736–1755, свештеник
6. Никола Тирел де Боамон (Nicolas Thyrel de Boismont), 1755–1786, свештеник
7. Клод-Карломан де Рилијер (Claude-Carloman de Rulhière), 1787–1791, дипломата, песник и историчар
8. Пјер-Жан-Жорж Кабанис (Pierre-Jean-Georges Cabanis), 1803–1808, лекар и физиолог
9. Антоан-Луј-Клод де Траси (Antoine-Louis-Claude Destutt de Tracy), 1808–1836, филозоф
10. Франсоа Гизо (François Guizot), 1836–1874, политичар и историчар
11. Жан-Батист Дима (Jean-Baptiste Dumas), 1875–1884, политичар и хемичар
12. Жозеф Бертран (Joseph Bertrand), 1884–1900, математичар и историчар
13. Марселин Бертело (Marcellin Berthelot), 1900–1907, политичар, хемичар, есејиста и историчар
14. Франсис Шарм (Francis Charmes), 1908–1916, дипломата и новинар
15. Жил Камбон (Jules Cambon), 1918–1935, дипломата, адвокат, државни службеник
16. Лисјан Лаказ (Lucien Lacaze), 1936–1955, адмирал
17. Жак Шатне (Jacques Chastenet), 1956–1978, новинар, историчар и дипломата
18. Жорж Димезил (Georges Dumézil), 1978–1986, филолог и историчар
19. Пјер-Жан Реми (Pierre-Jean Rémy), 1988–2010, дипломата, романсијер и есејиста
20. Ксавијер Даркос (Xavier Darcos), изабран 2013, политичар, научник и државни службеник